# Henri Farré
Henri Farré (n. 31 iulie 1871, Foix, Midi-Pyrénées, Franța – d. 7 octombrie 1934, Chicago, Illinois, SUA) a fost un pictor și aviator din Primul Război Mondial.

## Biografie
S-a născut la Foix, în familia soților Michel Farré și Marie Monnet. Aflat la Buenos Aires în timpul mobilizării, s-a întors în Franța. El a devenit, ca urmare a nominalizării făcute de generalul Gustave Léon Niox, pictor oficial al armatei specializat în pictură aeronautică (peintre de l'Air). A fost, de asemenea, pilot observator. 
El și-a expus picturile în Statele Unite ale Americii ca un instrument de propagandă în favoarea armatelor occidentale și a aviatorilor celebri. A realizat peste 250 de lucrări, inclusiv portrete de piloți. A fost decorat cu Legiunea de onoare și cu Croix de guerre 14-18. A obținut Medalia de aur a Salonului de la Paris din 1934 pentru pictura sa în care erau reprezentați cei patru fii ai săi ce muriseră în război.
El a murit pe data de 7 octombrie 1934, în Chicago.

## Galerie

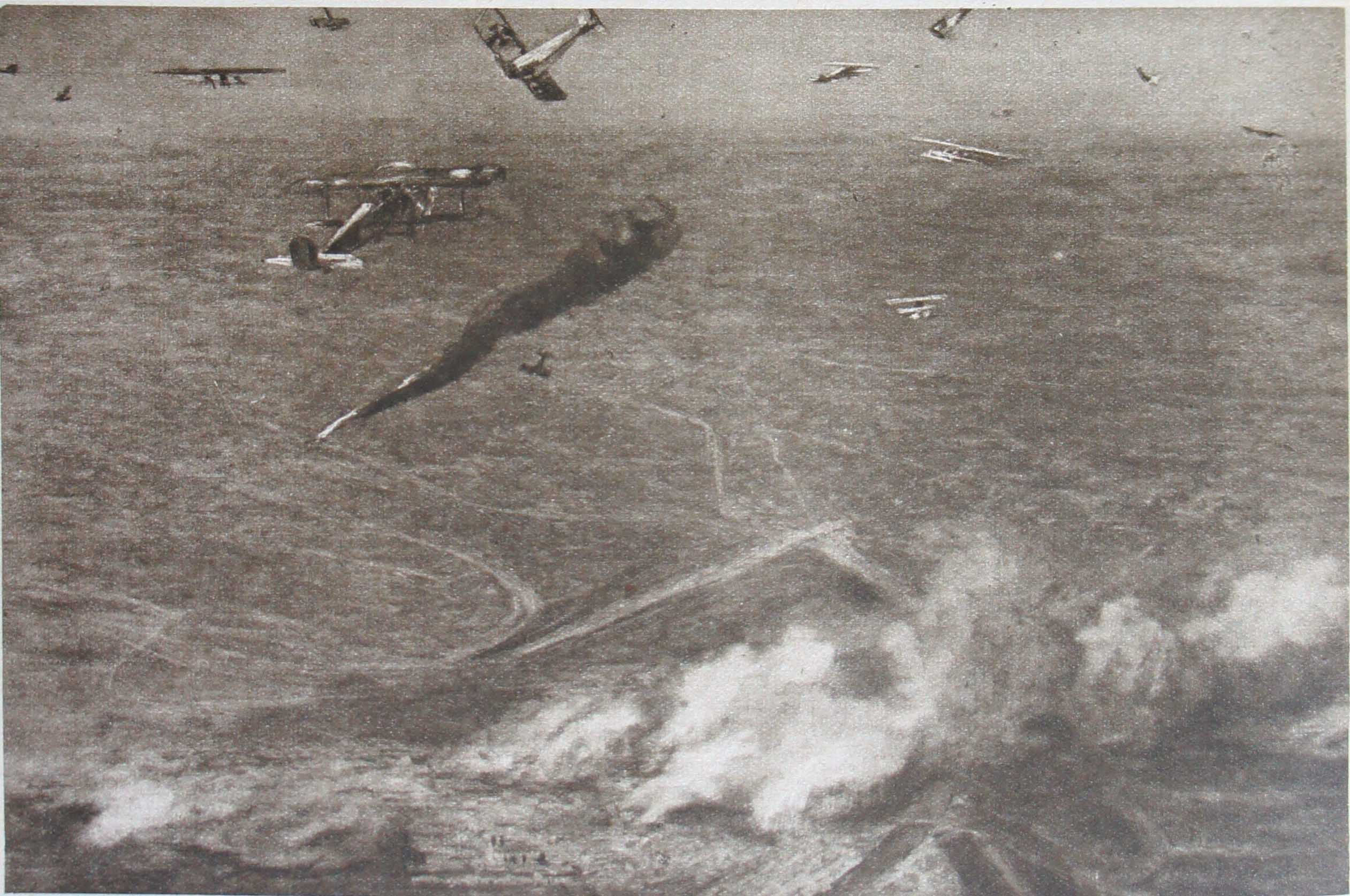
Reprezentare a unei lupte aeriene de la Verdun, publicată în Le Miroir.
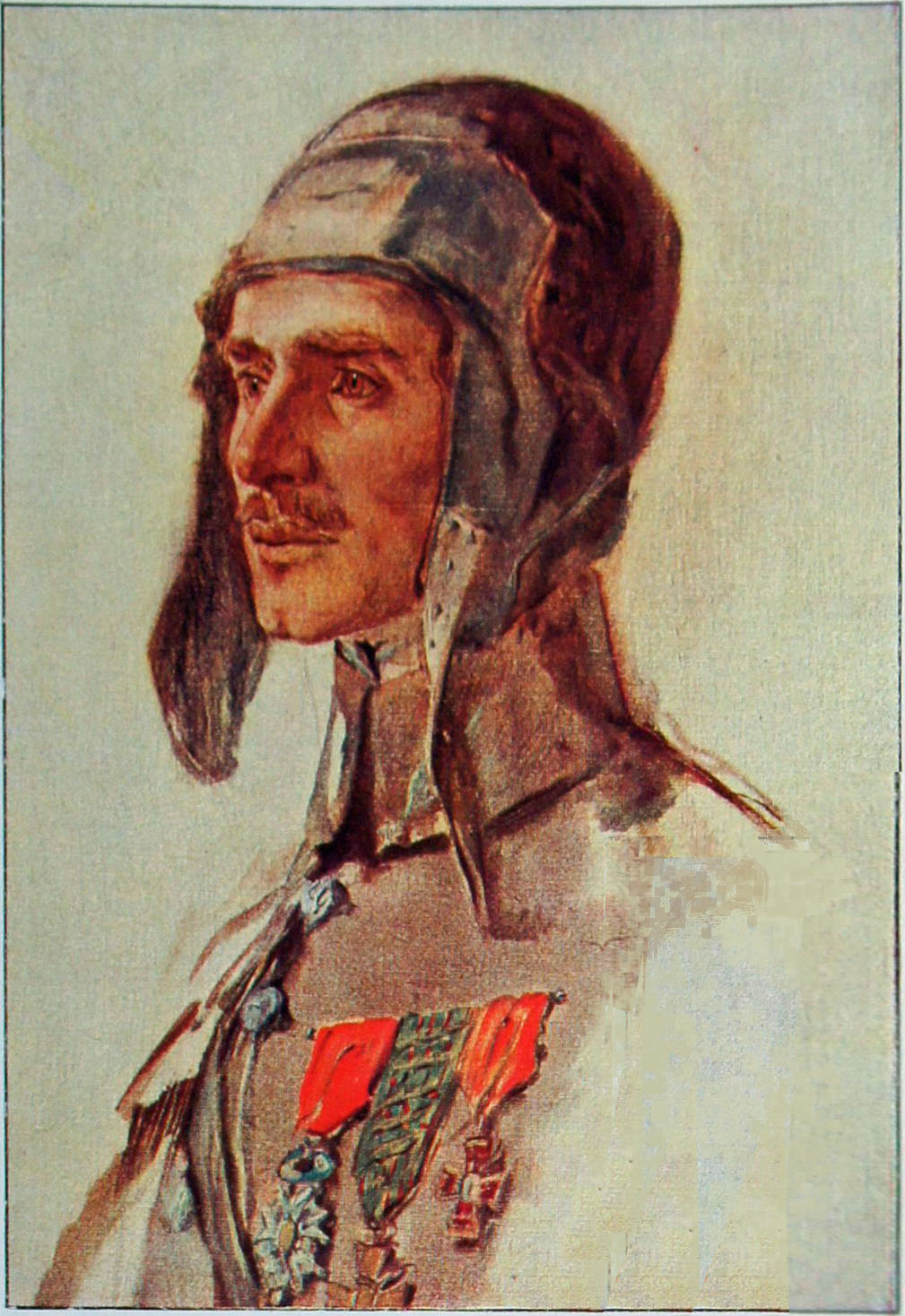
Aviatorul Roeckle.
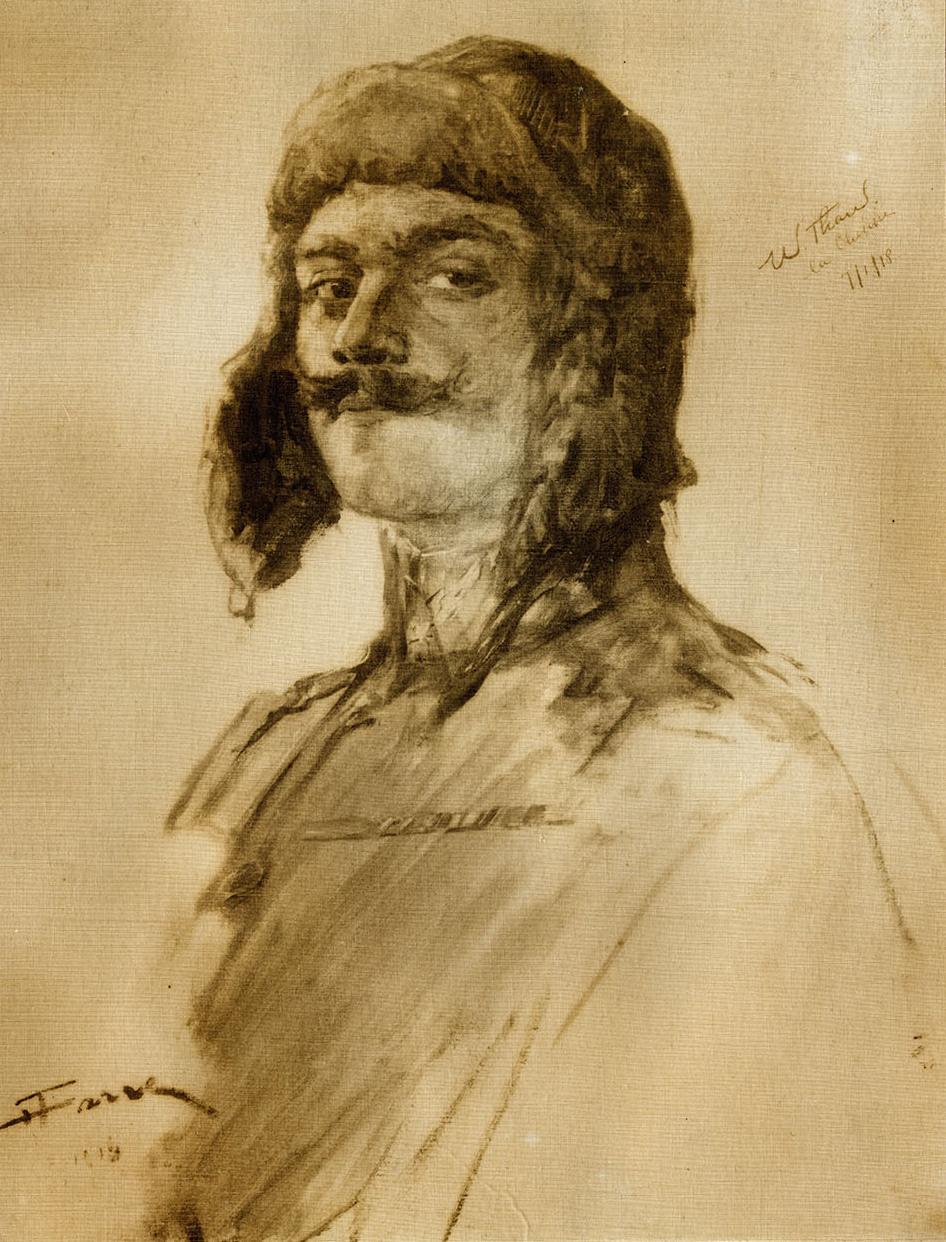
William Thaw, pictat de Farré.
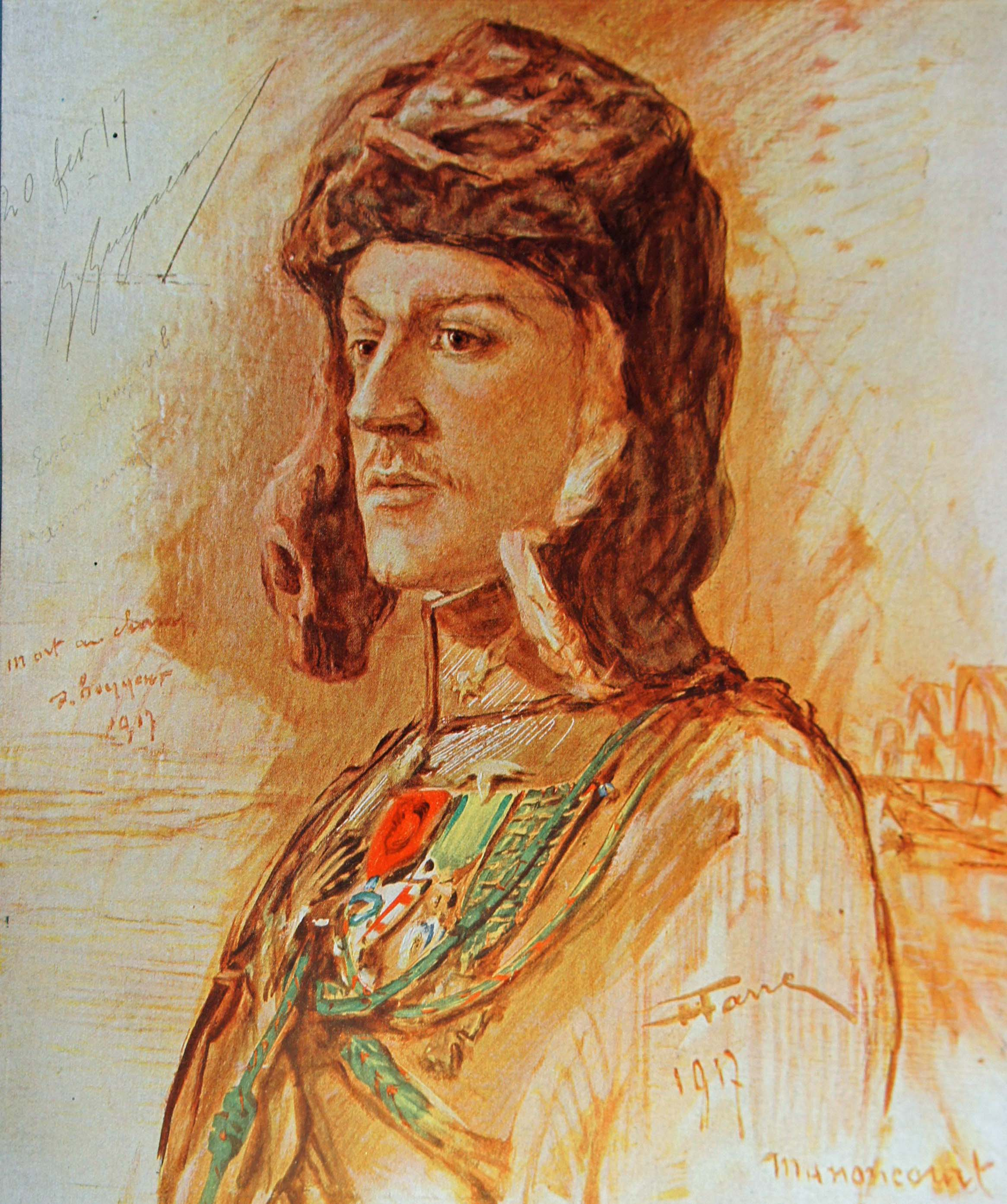
Georges Guynemer, pictat de Farré.
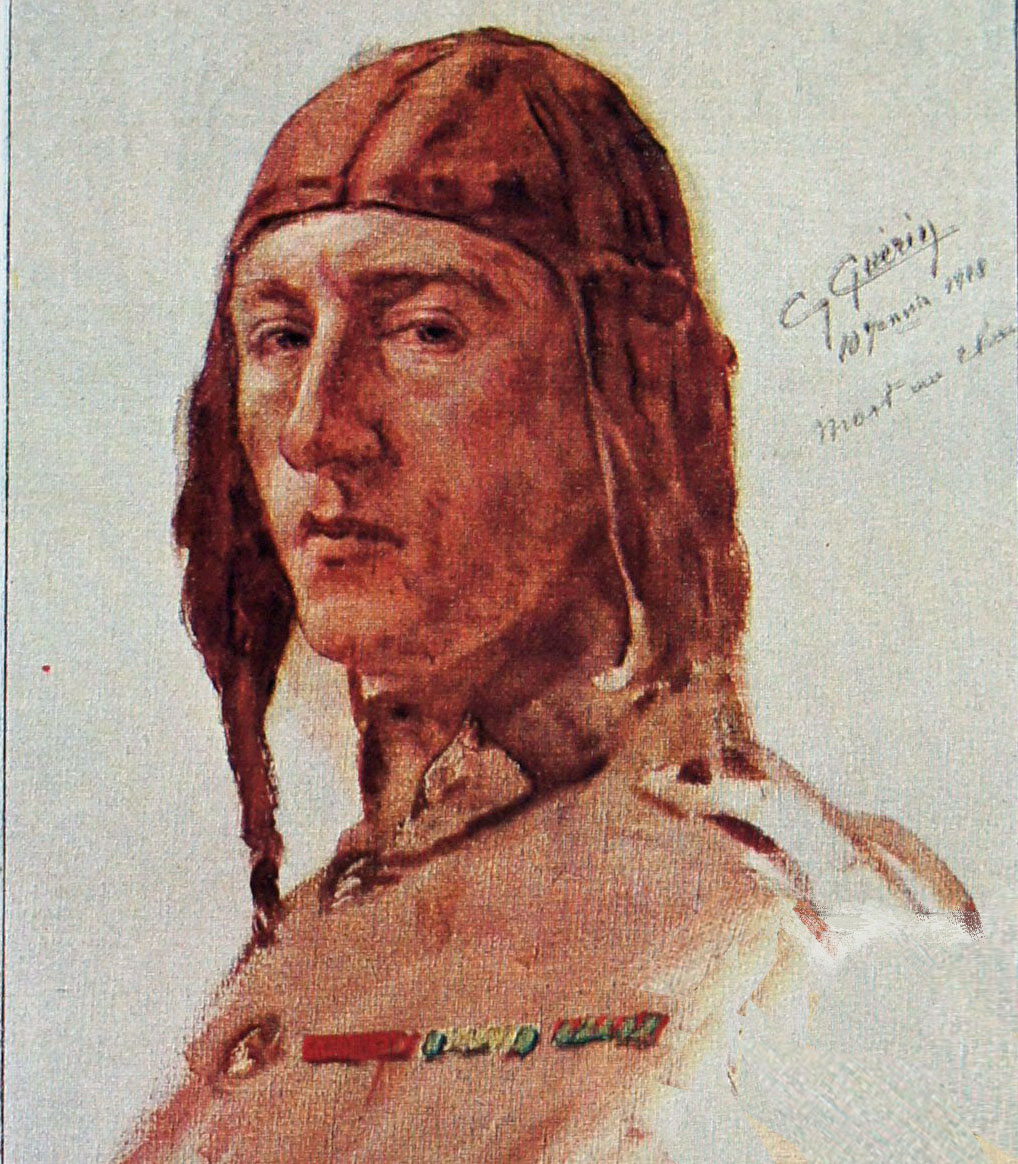
Gabriel Guérin, pictat de Farré.
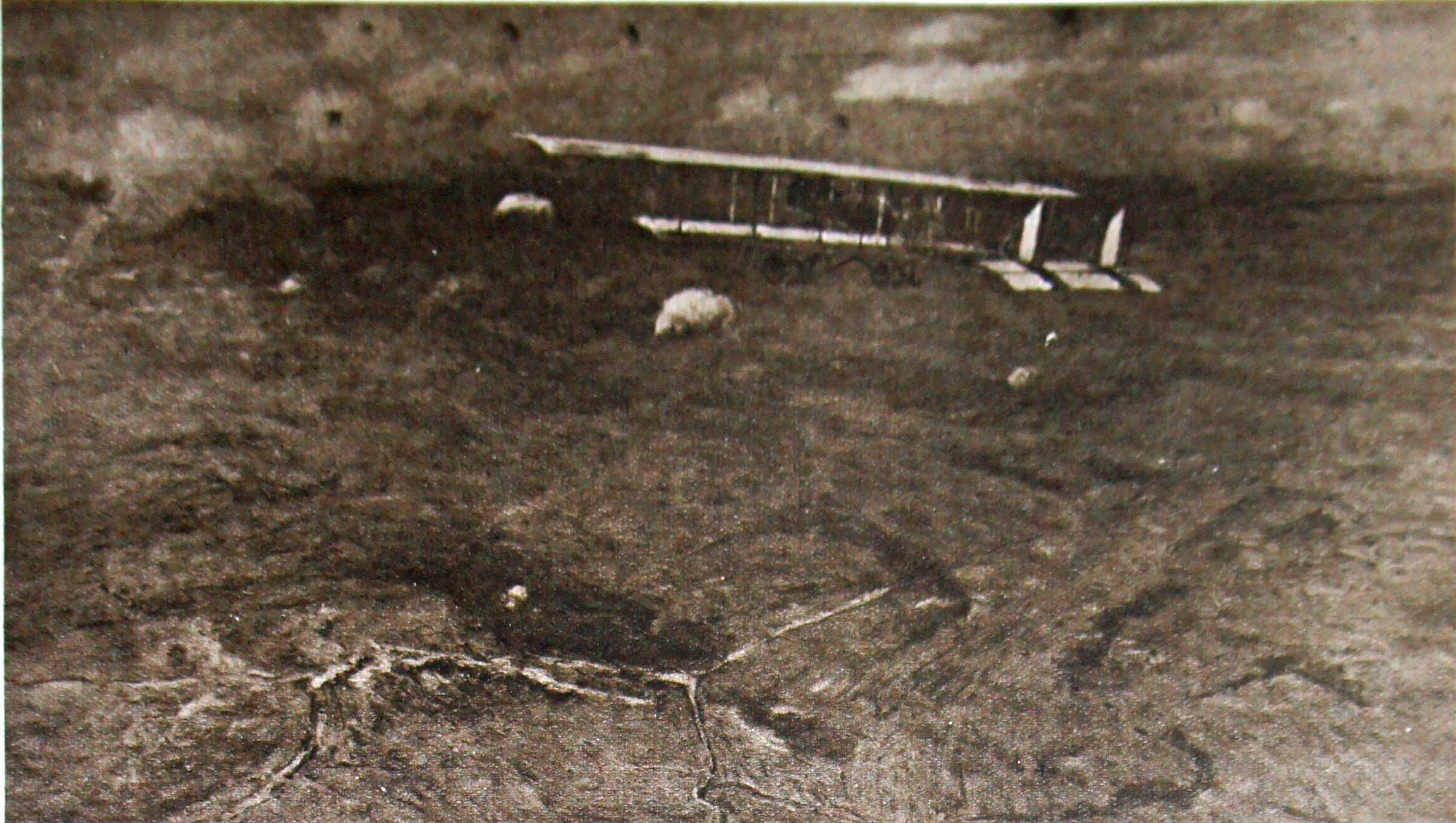
Reprezentare a unei lupte aeriene, publicată în Le Miroir nr. 148.